# Egotismo
L'egotismo, dall'inglese egotism e anche dal francese égotisme entrambi derivati dal latino ĕgo «io», indica un comportamento (da non confondere con l'amor proprio e l'egoismo) che consiste nell'esagerata considerazione narcisistica di sé stessi come persona dotata di alte qualità. Nel gergo giovanile, si dice di una persona con egotismo che "se la tira" o che "fa lo sborone", entrambe le locuzioni nate inizialmente come metafore sessuali.
La parola è stata diffusa in Europa dallo scrittore francese Stendhal, che intitolò uno dei suoi capolavori Souvenirs d'égotisme, scritto nel 1832 e pubblicato nel 1892.